# برگشاد (بیجار)
برگشاد (بیجار)، روستایی از توابع بخش مرکزی شهرستان بیجار در استان کردستان ایران است.

## جمعیت
این روستا در دهستان نجف‌آباد (بیجار) قرار دارد و براساس سرشماری مرکز آمار ایران در سال 1395، جمعیت آن 240 نفر (55خانوار) بوده‌است.